# Raymond Caillava
Raymond Caillava, né Frédéric Georges Raymond Caillava le 29 juillet 1907 dans le 8e arrondissement de Paris et mort le 18 avril 1999 à Levallois-Perret est un scénariste, dialoguiste et romancier français. Il a épousé l'actrice Simone Berthier.

## Filmographie
- 1951 : Rue des Saussaies de Ralph Habib
- 1953 : Horizons sans fin de Jean Dréville
- 1953 : Des quintuplés au pensionnat de René Jayet
- 1954 : Marchandes d'illusions de Raoul André
- 1954 : Les Clandestines de Raoul André
- 1955 : Les pépées font la loi de Raoul André
- 1955 : Une fille épatante de Raoul André
- 1956 : Les Indiscrètes de Raoul André
- 1956 : Le Long des trottoirs de Léonide Moguy
- 1956 : Les Pépées au service secret de Raoul André
- 1957 : Miss Catastrophe de Dimitri Kirsanoff
- 1957 : La Polka des menottes de Raoul André
- 1958 : C'est la faute d'Adam de Jacqueline Audry
- 1959 : Cigarettes, Whisky et P'tites Pépées de Maurice Regamey

## Théâtre
- 1944 : 	La Chevauchée sans fin, pièce en 6 tableaux de Caillava, mise en scène Constant Rémy, Paris, théâtre La Bruyère, 11 février 1944